# USS Monitor
USS Monitor – okręt pancerny amerykański Marynarki Wojennej Unii z okresu wojny secesyjnej; pierwszy okręt świata z uzbrojeniem umieszczonym w obrotowej wieży artyleryjskiej. Od jego nazwy pochodzi nazwa całej klasy wzorowanych na jego konstrukcji jednostek – monitorów. Zaprojektowany przez szwedzkiego inżyniera Johna Ericssona, wszedł do służby United States Navy na początku 1862 roku. 9 marca 1862 roku wziął udział w bitwie w zatoce Hampton Roads, staczając pierwszy pojedynek okrętów pancernych w historii z konfederackim okrętem CSS „Virginia”. Zatonął 31 grudnia 1862 roku w sztormie u wybrzeży Karoliny Północnej.
„Monitor” miał wyporność 987 ton i długość ponad 52 metry. Charakteryzował się płaskim kadłubem z niskimi burtami oraz cylindryczną wieżą, w której umieszczono dwa działa kalibru 11 cali. W całości nad wodą pokryty był żelaznym pancerzem. Napędzała go maszyna parowa, umożliwiając rozwijanie prędkości 6 węzłów.

## Historia
Po rozpoczęciu wojny secesyjnej marynarka Unii dostrzegła potrzebę budowy będących wówczas nowością na świecie okrętów pancernych (określanych angielskim terminem ironclad, dosłownie „okryty żelazem”). Dopiero jednak po uzyskaniu informacji o rozpoczęciu na przełomie czerwca i lipca 1861 roku przez konfederatów przebudowy drewnianej fregaty „Merrimack” na okręt pancerny CSS „Virginia”, sekretarz do spraw marynarki Gideon Welles zdołał przekonać do tej idei Kongres Unii, który 3 sierpnia 1861 roku zaaprobował powołanie rady do spraw budowy okrętów pancernych (Ironclad Board, utworzonej 8 sierpnia) i przeznaczył na ten cel kwotę półtora miliona dolarów. 7 sierpnia 1861 roku Departament Marynarki ogłosił konkurs na projekty żelaznych lub drewniano-żelaznych okrętów pancernych, określając jedynie ogólne charakterystyki, z których najistotniejszy był wymóg zanurzenia nie większego niż 16 stóp (4,9 m), w celu możliwości operowania na płytkich wodach portów południowych stanów i rzekach. Przewidywano również dla okrętu masę uzbrojenia od 80 do 120 ton, załogę liczącą 165–300 osób z zapasami żywności na 60 dni oraz ożaglowanie pomocnicze. Komisja wybrała już 16 września 1861 roku spośród 17 zgłoszonych propozycji trzy projekty, co doprowadziło do zamówienia pierwszych morskich okrętów pancernych Unii: „New Ironsides’a”, „Galeny” i „Monitora”, zbudowanych według różnych koncepcji (kolejno: ortodoksyjnej konstrukcji fregaty pancernej, kanonierki pancernej i awangardowego okrętu wieżowego). Natomiast wcześniej, w sierpniu, Armia USA zamówiła budowę rzecznych kanonierek pancernych typu City.

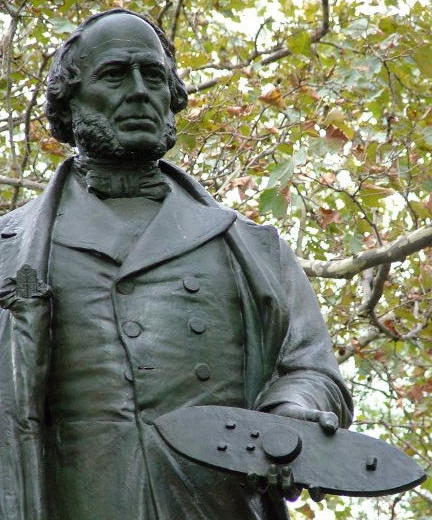
Statua Johna Ericssona z modelem okrętu w Nowym Jorku

„Monitor” został zaprojektowany przez szwedzkiego konstruktora działającego w USA, Johna Ericssona i na etapie projektu znany był jako parowa bateria Ericssona (Ericsson Steam Battery). Zasadniczym nowatorskim elementem było zastosowanie wieży artyleryjskiej z uzbrojeniem na niskim kadłubie. Jako inspirację dla kadłuba Ericsson podawał tratwy z bali drewna na jeziorach szwedzkich. Według konstruktora podobny okręt wieżowy miał on już proponować w 1854 roku cesarzowi Francji Napoleonowi III. Reputację Ericssona w kręgach marynarki USA zepsuł wybuch działa na zaprojektowanym przez niego okręcie USS „Princeton” w 1844 roku, za który nie był odpowiedzialny, ale który spowodował śmierć sześciu osób. Po wybuchu wojny zyskał poparcie Wellesa i przemysłowca Corneliusa Bushnella, który zaprezentował osobiście model jego okrętu w Waszyngtonie radzie do spraw okrętów pancernych i prezydentowi Abrahamowi Lincolnowi, wywołując jego zainteresowanie. Ericsson spotkał się następnie osobiście z członkami rady i zdołał rozwiać ich wątpliwości co do stateczności jego okrętu. Dla uzyskania finansowania budowy Ericsson zawarł spółkę z Bushnellem i jego partnerami, właścicielami dwóch odlewni nad rzeką Hudson: Johnem Griswoldem i Johnem Winslowem. W konsekwencji marynarka podpisała 4 października 1861 roku kontrakt z Ericssonem na budowę okrętu. Należy zaznaczyć, że okręt zamówiono, mimo że przenosił mniej uzbrojenia niż w wymaganiach, nie było też potrzeby zabierania tak licznej załogi. Czas budowy miał trwać 100 dni. Marynarka zastrzegła przy tym zwrot ceny jeśli okręt nie spełni wymagań, oraz zatrzymanie 25% ceny do czasu, aż jego dowódca uzna okręt za wartościową jednostkę bojową (co nie nastąpiło przed jego pierwszą bitwą).
„Monitor” był okrętem niepodobnym do wszystkich budowanych przed nim. Charakteryzował się bardzo niskimi burtami, opancerzonymi płytami żelaznymi grubości 127 mm. Z jednej strony mała powierzchnia burt wystająca ponad powierzchnię wody czyniła z okrętu trudny cel. Z drugiej strony, miał przez to niewielką dzielność morską, będąc typowym okrętem przybrzeżnym. Sama idea wieży obrotowej nie była nowa, a równocześnie we wrześniu 1861 roku rozpoczęto w Wielkiej Brytanii testy wieży konstrukcji Cowpera Colesa na przebudowanej eksperymentalnie baterii pływającej HMS „Trusty”. „Monitor” był jednak pierwszym specjalnie zbudowanym okrętem wieżowym na świecie oraz pierwszym okrętem wieżowym faktycznie nadającym się do walki. Wieża była jedynym elementem wystającym ponad płaski pokład, nie licząc częściowo zagłębionej wieżyczki sternika na dziobie, a później także kominów. Według kontraktu, okręt miał być wyposażony także w tradycyjne ożaglowanie pomocnicze i zabierać zapasy na 90 dni dla 100 osób załogi, lecz konstruktor zignorował te wymagania. Z uwagi na niezwykłość okrętu i osobę konstruktora, część oficerów marynarki krytykowała marnowanie środków na jego budowę, czyniła to również prasa, w której określano go jako „szaleństwo Ericssona” (Ericsson′s folly, określenie używane też dla bezużytecznych budowli parkowych).
Budowę okrętu Ericsson zlecił stoczni Continental Iron Works na Greenpoincie w Nowym Jorku, z wykorzystaniem kilku poddostawców. Pancerz wieży pochodził z zakładów Abbot w Baltimore, natomiast został on wygięty przy użyciu pras w Novelty Iron Works w Nowym Jorku. Płyty pancerne kadłuba wykonały zakłady Johna Winslowa, a maszyny zbudowały zakłady Corneliusa Delamatera, oba w Nowym Jorku. Rozpoczęcie budowy miało miejsce 25 października 1861 roku. Budowa dzięki dobrej organizacji przez wykonawców i Ericssona trwała szybko i okręt zwodowano publicznie 30 stycznia 1862 roku. Wbrew obawom obserwatorów, okręt zgodnie z obliczeniami konstruktora utrzymał się na wodzie. Nazwa „Monitor”, oznaczająca nadzorcę, została zaproponowana na początku stycznia przez samego Ericssona, zgodnie z którym miał on się stać „surowym nadzorcą” (a severe monitor)  dla Konfederacji. Okręt został następnie wyposażony w stoczni Marynarki Brooklyn Navy Yard, w tym wówczas dopiero zamontowano wieżę. Koszt okrętu wyniósł 275 000 dolarów, a czas budowy 118 dni.

## Opis

### Kadłub

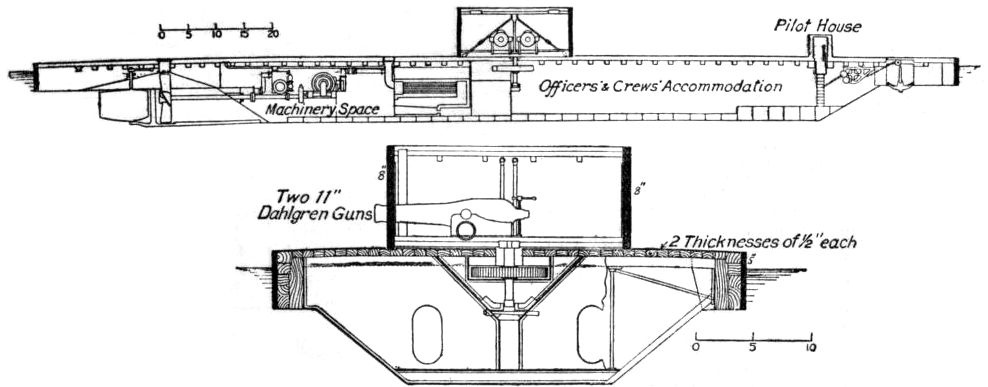
Schemat ogólny

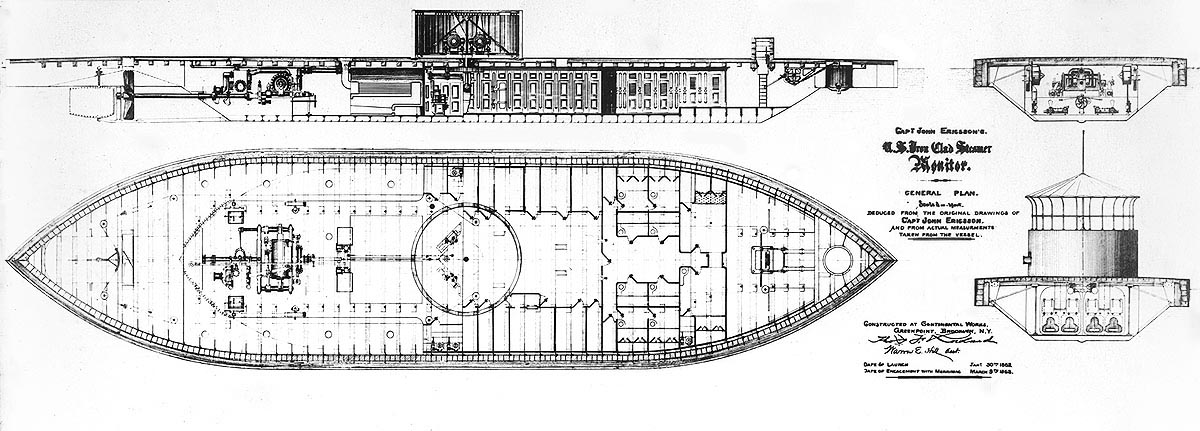
Przekrój wzdłużny

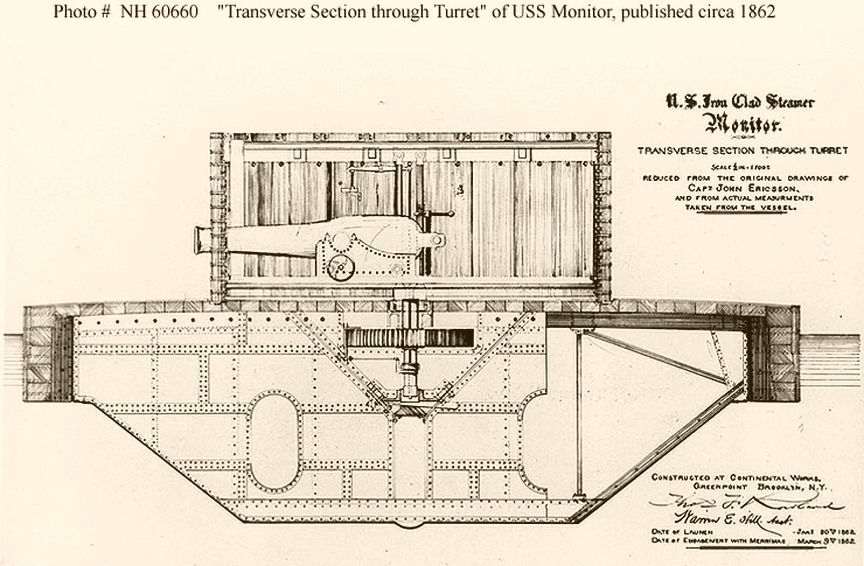
Przekrój poprzeczny

Według opisu samego konstruktora, „Monitor” zbudowany był z trzech głównych zespołów: niskiej części górnej („tratwy”) z pionowymi burtami i spiczastym dziobem i rufą, części dolnej z płaskim dnem i nachylonymi burtami oraz wieży artyleryjskiej. Górna część była skonstruowana wokół pokładu górnego tworzonego przez szkielet z poprzecznych belek dębowych o przekroju 10 cali (25 cm), rozmieszczonych w odstępie 26 cali (66 cm), na których był ułożony pokład grubości 7 cali (18 cm) z desek sosnowych, przykryty pancerzem w postaci dwóch warstw płyt żelaznych o łącznej grubości 25 mm (1 cala). Po bokach do belek były przytwierdzone burty żelazne grubości 10 mm i wysokości 1,5 m, do których z zewnątrz mocowany był pancerz, spoczywający na specjalnej półce u dołu. Burty były pokryte pancerzem z pięciu warstw calowych płyt żelaznych (łącznie 127 mm), zmniejszających się na dole pod wodą do czterech i niżej trzech warstw (102–76 mm). Płyty te przymocowane były do grubej podkładki z warstw drewna, łącznie z nią mając grubość ponad 760 mm i wysokość 1,5 m. Wolna burta nad wodą wynosiła około 1 stopy (30,5 cm). Płaskie dno „tratwy” miało wycięcie odpowiadające obrysowi połączonej z nią części dolnej, tworząc wspólną przestrzeń wewnętrzną (na większości długości okrętu dno górnej „tratwy” tworzyły tylko boczne pasy szerokości ok. 12 cm, a pełniejsze było na dziobie i rufie). Dno górnej części na dziobie miało studzienkę na kotwicę (zakrytą od góry), a na rufie wgłębienie na śrubę.
Na przedniej części pokładu wystawała tylko wysoka na ok. 1,2 m prostopadłościenna sterówka ze szczelinami obserwacyjnymi, osłaniająca górne części ciała sternika i dowódcy. Skonstruowana była z żelaznych belek grubości 229 mm (9 cali). Miała ona wewnętrzne wymiary 114×89 cm, a szczeliny obserwacyjne miały 6,4 mm (¼ cala) szerokości. Po bitwie w zatoce Hampton Roads sterówka została obniżona i obłożona ukośnymi płytami.
Część dolna okrętu była zbudowana w bardziej konwencjonalny sposób, ze szkieletem żelaznym z głównymi wręgami rozstawionymi co 914 cm i nitowanym poszyciem z blachy grubości 11 mm (7/16 cala). Płaskie dno miało zamiast kilu jedynie wzdłużne przetłoczenie pośrodku, służące jako zęza. Burty części dolnej nachylone były pod kątem 51° od pionu, również dziob i rufa były nachylone. Zasadniczym elementem wewnętrznym wzmacniającym konstrukcję i łączącym obie części była gródź poprzeczna na śródokręciu pod wieżą, utrzymująca jej ciężar. Oprócz tego we wnętrzu były dwie inne grodzie, w części dziobowej i rufowej, a ponadto dwa rzędy kolumn łączących wręgi z belkami pokładu. W rufowej części za wieżą były kotły, silnik i bunkier węglowy, w rejonie wieży był kubryk z hamakami załogi, a w dziobowej części były kabiny oficerów i sterówka.
Załoga etatowo miała liczyć 49 ludzi, w tym 13 oficerów. Była jednak zwiększana i część źródeł podaje 58 osób załogi. 6 marca 1861 roku faktyczny stan załogi wynosił natomiast 63 ludzi, w tym 12 oficerów.
Wyporność okrętu wynosiła 987 ton angielskich. Długość według różnych publikacji waha się od 52,4 do 54,6 m (172 do 179 stóp). Szerokość wynosiła 12,6 m (41 stóp 6 cali). Z amunicją i wyposażeniem okręt miał zanurzenie 2,8 m na dziobie i 3,2 m na rufie.

### Wieża i uzbrojenie

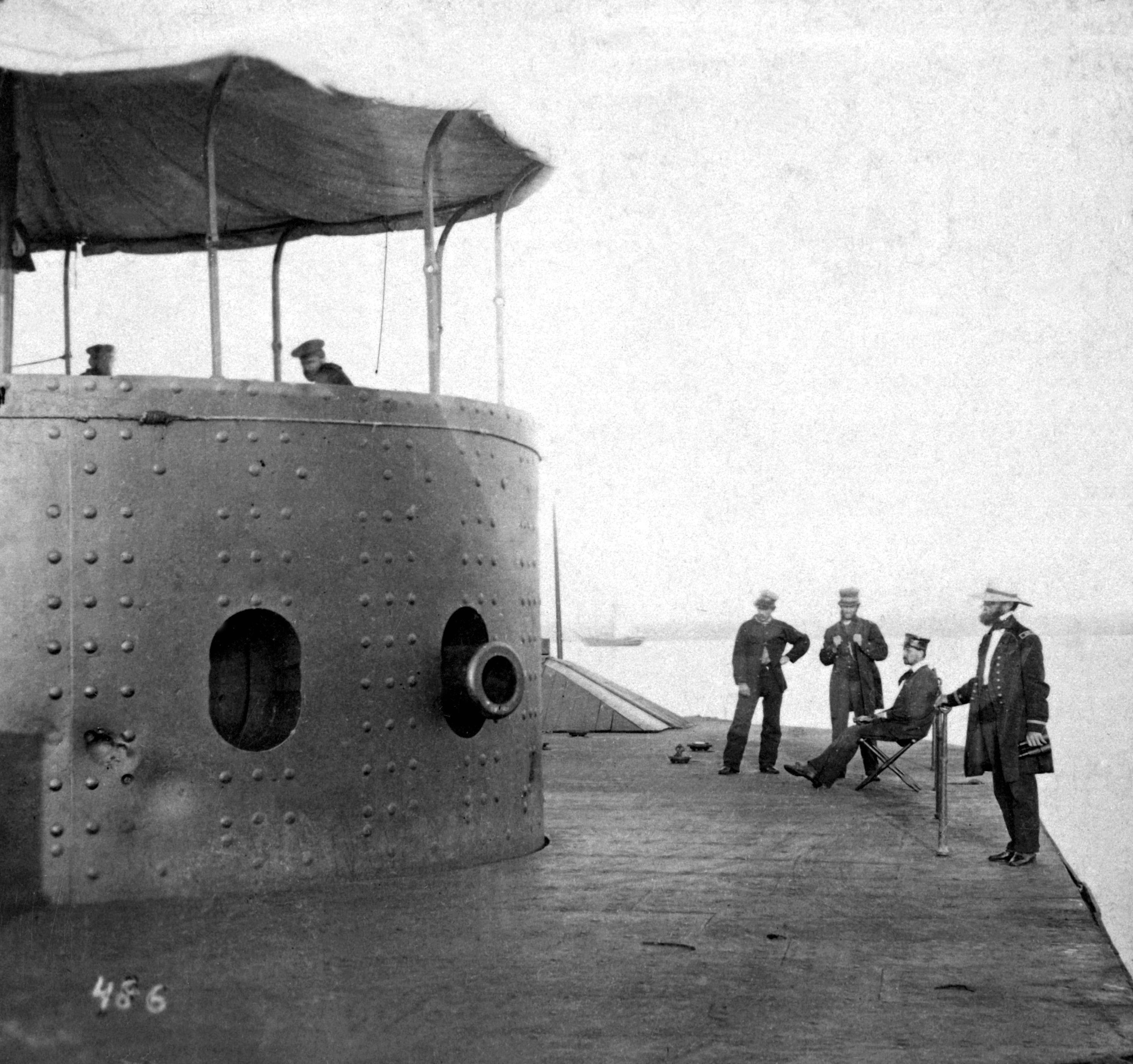
Wieża „Monitora” z jednym działem wysuniętym, lipiec 1862 roku. Widoczne wgłębienia od trafień pocisków i nowa sterówka.

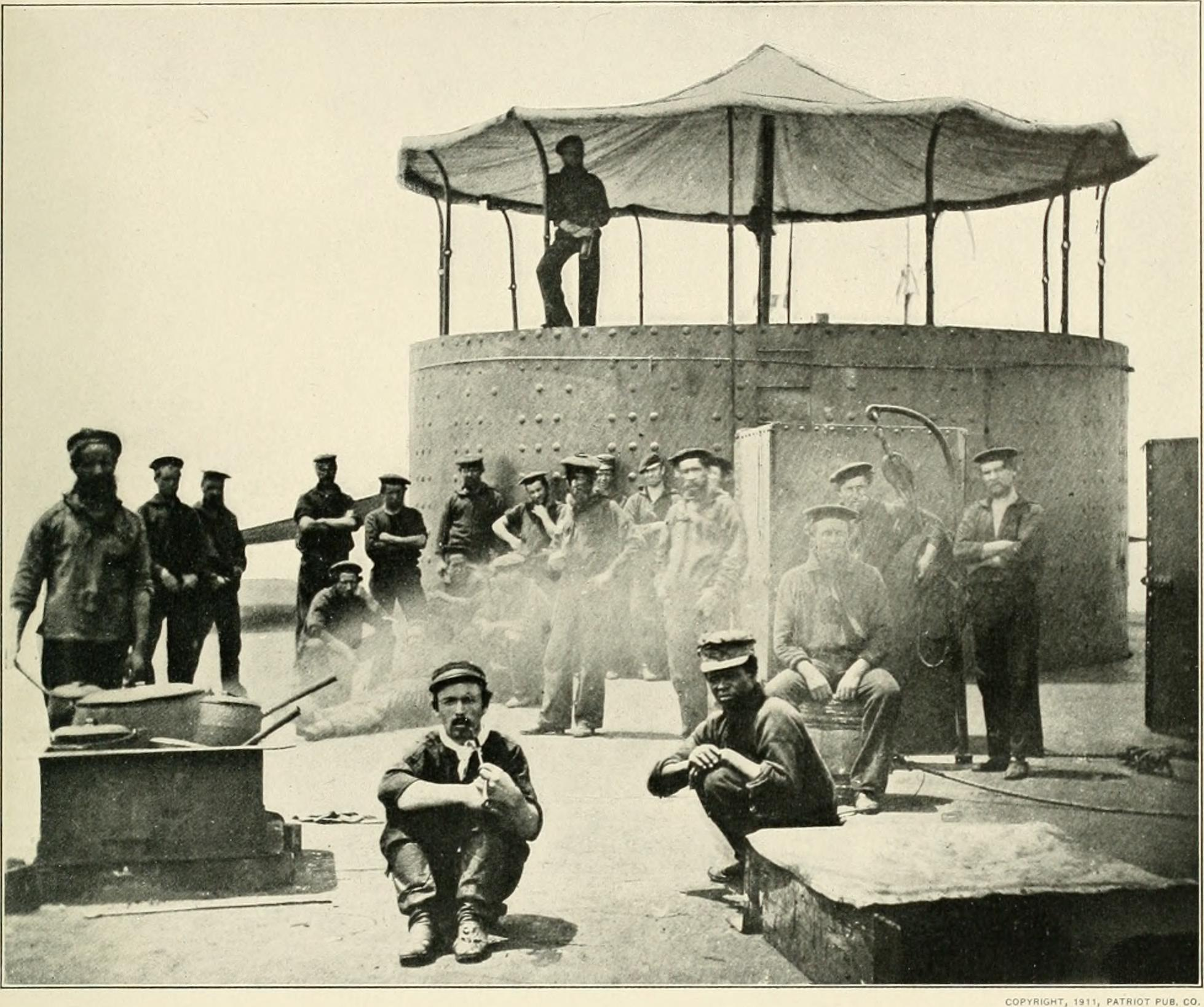
Marynarze gotują posiłek na pokładzie górnym. Widoczne skrzynkowe kominy.

Najistotniejszym elementem konstrukcji była wieża obrotowa. Jej koncepcja znana była od dawna, a równocześnie swoją konstrukcję wieży w Wielkiej Brytanii opatentował i rozwijał Cowper Coles, ale „Monitor” stał się pierwszym okrętem wieżowym, który wszedł do służby. Rozwiązanie Ericssona różniło się od wieży Colesa, gdyż wieża Ericssona oparta była na osi – co było jednak mniej praktyczne, a nie na rolkach. Wieża była obracana na osi, co wymagało najpierw jej lekkiego uniesienia za pomocą wkręcanego pod oś klina. Wieża „Monitora” miała średnicę zewnętrzną 6,55 m i wysokość 2,74 m. Wykonana była z ośmiu warstw calowych płyt żelaznych o łącznej grubości 203 mm, z których dwie wewnętrzne warstwy były nitowane do ramy wieży, a zewnętrzne warstwy były przykręcane. W przedniej ścianie wieży były wycięte dwie podłużne ambrazury dla dział. Podstawę wieży stanowiły żelazne belki, na których była drewniana podłoga, z czterema gretingami umożliwiającymi zejście do włazów w pokładzie przy odpowiednim usytuowaniu wieży. Natomiast według innych źródeł, w podłodze były dwa włazy. Dach wieży stanowiła ażurowa dla wentylacji konstrukcja z szyn kolejowych (początkowo miała być zastosowana perforowana płyta). Nad wieżą mógł być rozpinany płócienny namiot na drewnianym maszcie i bocznych słupkach dla ochrony przed deszczem. Wejście do okrętu było przez właz w dachu wieży, do której zewnętrznej ściany przystawiano drabinkę. Masa wieży wynosiła ok. 120 ton (źródła z epoki określały ją jako 160 ton). Wieża obracana była przez silnik parowy, z prędkością 2,5 obrotu na minutę (kompletny obrót w 24 sekundy). Mosiężny pierścień pod wieżą miał zapewnić uszczelnienie, gdy wieża na nim spoczywała. Załogę wieży stanowiło 18 osób.
Jedyne uzbrojenie stanowiły dwa odprzodowe, gładkolufowe działa Dahlgrena kalibru 11 cali (279 mm), umieszczone obok siebie w wieży. Strzelały one litymi kulami żelaznymi o masie 165 funtów (74,8 kg) lub granatami wybuchowymi o masie 136 funtów (61,7 kg). Marynarka jednak zmniejszyła ładunek prochowy dział o połowę w stosunku do standardowego, do 15 funtów (ok. 6,8 kg), z uwagi na obawy co do odrzutu, co zmniejszyło ich przebijalność. Łoża dział były zaprojektowane przez Ericssona i miały rodzaj oporników działających na zasadzie tarcia. Po odrzucie wyloty luf chowały się do wieży, a po załadowaniu działa  były wysuwane za pomocą lin i talii. Od wewnątrz ambrazury były zakrywane ciężkimi żelaznymi zasłonami, zamocowanymi wahliwie. Z uwagi na ograniczoną możliwość operowania narzędziami do ładowania działa (wyciorem i stemplem), zasłony miały otwory dla ich trzonków, wychodzących na zewnątrz. Podręczny zapas amunicji był składowany przy działach. Wieża była zaprojektowana dla dział 15-calowych, a Ericsson wnioskował na etapie wyposażania o zastosowanie dział 12-calowych, ale Marynarka ich nie udostępniła.

### Napęd i wyposażenie
Napęd stanowił silnik parowy patentu Ericssona, z jednym poziomym cylindrem umieszczonym poprzecznie i poruszającymi się w nim dwoma przeciwbieżnymi tłokami, które za pomocą wahliwych dźwigni w kształcie litery L obracały wspólny wał. Średnica cylindra wynosiła 40 cali (1016 mm), a skok tłoków – 22 cale (ok. 559 mm). Moc projektowa maszyny wynosiła 400 hp; według niektórych źródeł jednakże moc indykowana wynosiła 320 hp. Parę dostarczały dwa poziome kotły płomieniówkowe, wyposażone w dmuchawę dla sztucznego ciągu. Kotły były konstrukcji inż. Martina, patentu z 1856 roku. Pomimo planów zastosowania teleskopowego komina, ukończony okręt pierwotnie go nie otrzymał. Dopiero po bitwie na zatoce Hampton Roads dodano dwa niskie skrzynkowe kominy, o wysokości 1,5 m, a potem pojedynczy teleskopowy komin. Wał obracał jedną czterołopatową śrubę o średnicy 9 stóp (2,74 m). Za śrubą był zawieszony od góry i na dolnej ramie pojedynczy zrównoważony ster. Prędkość kontraktowa wynosiła 8 węzłów. Faktyczna prędkość maksymalna w służbie wynosiła ok. 6 węzłów. Zapas węgla wynosił 100 ton.
Okręt miał pomocnicze silniki parowe dla dwóch dmuchaw (jednej do kotłów i drugiej do wentylacji) oraz do obrotu wieży. Winda kotwiczna była ręczna. W skład wyposażenia wchodziła pompa osuszająca, odpompowująca wodę z rufowej części zęzy.

## Służba
Pierwszym dowódcą został wyznaczony kapitan marynarki (Lieutenant) John Worden, który objął okręt 19 lutego, a pozostała załoga została wybrana z ochotników. Zastępcą dowódcy, kierującym podczas bitwy artylerią, był kapitan marynarki Samuel Greene. 25 lutego 1862 roku USS „Monitor” został wcielony do służby Marynarki Unii. 4 marca Worden otrzymał rozkaz przejścia okrętem z Nowego Jorku na wody zatoki Hampton Roads, lecz z powodu sztormu na wybrzeżu opóźniono wyjście o dwa dni. W końcu 6 marca 1862 roku „Monitor”, dla bezpieczeństwa w asyście holownika „Seth Low”, bez żadnych rejsów próbnych, wyszedł w pierwszy rejs bojowy wzdłuż wybrzeża na Hampton Roads. Następnego dnia oraz kolejnej nocy okręt miał problemy z zalewaniem wodą podczas złej pogody i musiał dwukrotnie zostać odholowany do brzegu, gdzie załoga dokonała napraw i odpompowała wodę. W końcu „Monitor” zakotwiczył 8 marca o godzinie 21 w zatoce Hampton Roads, gdzie trwała już bitwa drewnianych okrętów Unii z okrętem pancernym konfederatów CSS „Virginia”.

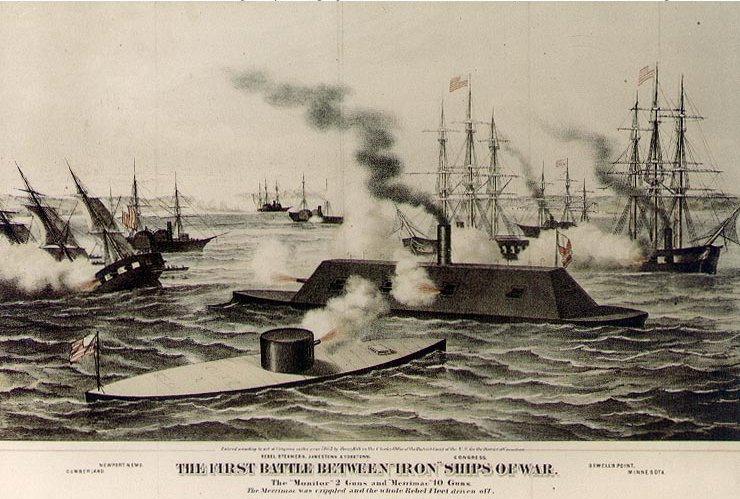
Wyobrażenie bitwy na Hampton Roads na litografii z epoki

Następnego dnia, 9 marca rano w zatoce Hampton Roads doszło do pierwszego starcia okrętów pancernych na świecie. W toku walki manewrowej z bliskiej odległości „Monitor” został trafiony 22 razy, sam trafiając „Virginię” około 20 razy. Żaden ze strzałów nie przebił pancerzy okrętów i pojedynek pozostał nierozstrzygnięty. Większa „Virginia” usiłowała też staranować „Monitora”, który również próbował uszkodzić w ten sposób jej śrubę i ster. Pod koniec starcia został ranny kapitan John Worden, kiedy oślepił go pocisk wybuchający na wieżyczce dowodzenia, po czym „Monitor” odszedł na płytszą wodę. Skutkiem starcia było jednak ocalenie przed zniszczeniem unieruchomionej fregaty „Minnesota”, gdyż CSS „Virginia” również wycofała się z placu boju. „Monitor” miał po starciu uszkodzoną wieżyczkę dowodzenia i kilka pękniętych płyt pokładu oraz wgniecenia w wieży, a razem z dowódcą, na pokładzie miał trzech rannych.

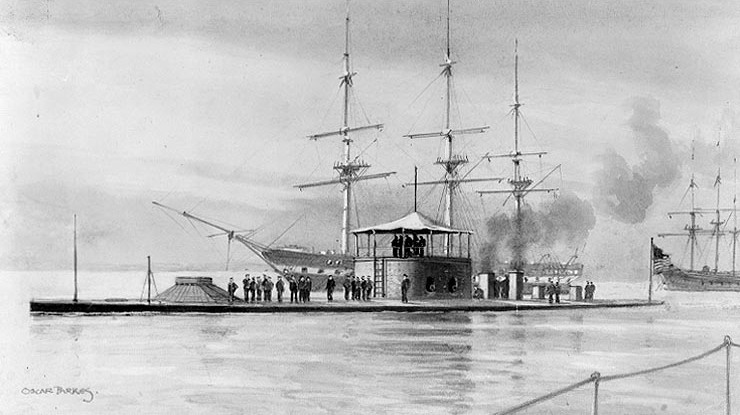
Akwarela przedstawiająca okręt po modyfikacji sterówki

„Monitor” następnie udał się na naprawy do stoczni Washington Navy Yard. Nowym dowódcą okrętu został 12 marca kpt. marynarki William Jeffers (dowodził nim do 16 lipca). „Monitor” pozostał następnie w zatoce Hampton Roads, aczkolwiek otrzymał rozkazy unikania walki w pojedynkę z okrętem pancernym konfederatów. W tym czasie „Virginia” również została naprawiona i wyposażona w pociski o lepszej możliwości penetracji pancerza. Po wyjściu „Virginii” na wody zatoki 11 kwietnia, „Monitor” odszedł do zatoki Chesapeake, a flota Unii zamierzała zwabić ją na głębsze wody i wykorzystać przewagę liczebną, lecz zamiar ten nie powiódł się. Ponownie 8 maja po wyjściu „Virginii” „Monitor” uchylił się od walki. W tym czasie jednakże armia Unii rozpoczęła kampanię lądową przeciw Norfolkowi, która doprowadziła do samozatopienia „Virginii” przez załogę 11 maja z powodu niemożności jej wycofania. Po tym, „Monitor” wraz z kanonierką pancerną „Galena” i innymi jednostkami został wysłany w górę rzeki James, z ekspedycją w kierunku stolicy Konfederacji Richmond. 15 maja okręty Unii zostały zatrzymane przez konfederackie forty pod Drewry’s Bluff, biorąc udział w walce z bateriami nadbrzeżnymi. Wysoko położone stanowiska konfederatów stwarzały zagrożenie dla słabiej opancerzonego pokładu „Monitora”, który jednocześnie nie mógł tak wysoko strzelać, i okręty Unii zostały zmuszone do odstąpienia. Osłaniały później odwrót Armii Potomaku wycofującej się po kampanii półwyspowej.

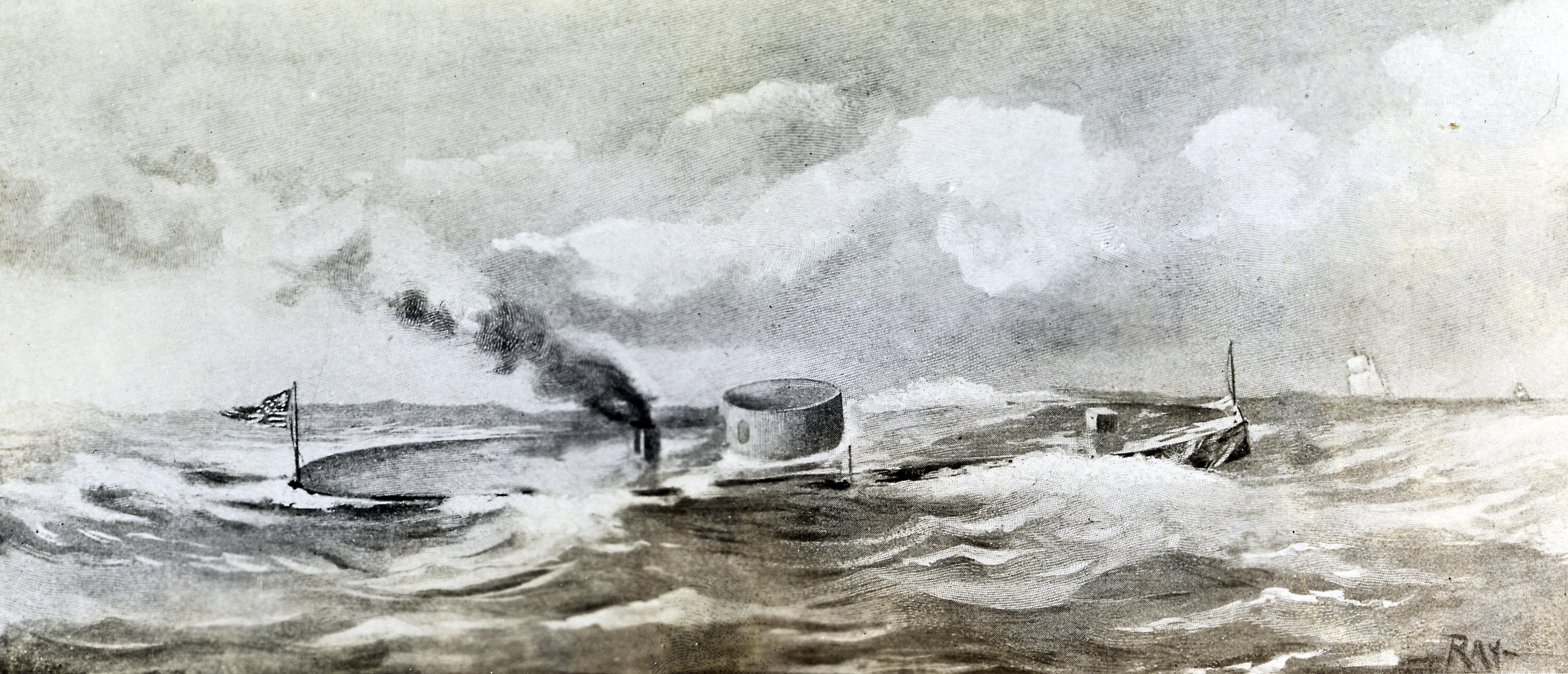
Wizja artystyczna „Monitora” na wzburzonym morzu

Dowódcą „Monitora” został następnie komandor porucznik (Commander) J. Bankhead. 25 grudnia 1862 roku otrzymał rozkaz zmiany rejonu działań i dołączenia do sił blokady morskiej pod Wilmington w Karoliny Północnej, dokąd wyruszył na holu bocznokołowca USS „Rhode Island”. W okolicy przylądka Hatteras okręty trafiły w sztorm i wieczorem 30 grudnia „Monitor”, zalewany wodą, zaczął tonąć. Słabym elementem było połączenie wieży z kadłubem, wbrew pierwotnemu projektowi Ericssona uszczelniane pakułami, które jednak były wymywane przez wodę, dostającą się do włazów. Prawdopodobnie doszło też do przecieków kadłuba na skutek uderzeń fal. Dowódca zarządził opuszczenie okrętu, lecz dalej trwały wysiłki zmierzające do jego uratowania z pomocą USS „Rhode Island”. Mimo to, 31 grudnia o 12:30 „Monitor” zatonął, a wraz z nim zginęło czterech oficerów i 12 marynarzy.
Po udanym debiucie bojowym „Monitora”, uznanym przez opinię publiczną za zwycięstwo, zapanował w Unii entuzjazm wobec okrętów o tej konstrukcji, zastępujących inne projekty okrętów pancernych. Marynarka Unii zbudowała 10 ulepszonych okrętów typu Passaic, a następnie dalszych typów, nazywane od pierwszego okrętu tego rodzaju monitorami. W typie Passaic wyeliminowano zauważoną wadę „Monitora”, jaką było rozdzielenie sterówki i wieży artyleryjskiej, utrudniające dowodzenie, i umieszczono sterówkę nad wieżą. Do budowy monitorów bezpośrednio wywodzących się z amerykańskiej konstrukcji przystąpiła też Rosja, a podobne okręty wieżowe o niskich burtach, również określane jako monitory, aczkolwiek z wieżami konstrukcji Colesa, budowano w Wielkiej Brytanii dla jej marynarki i na eksport (m.in. „Rolf Krake” i „Huáscar”).

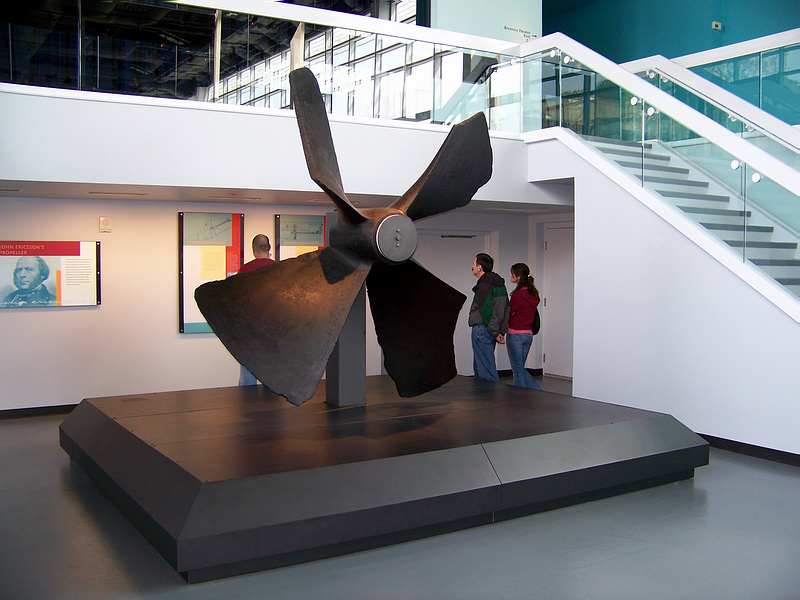
Śruba w Mariners’ Museum w Newport News

Miejsce spoczywania wraku marynarka ustaliła w sierpniu 1949 roku. Prywatna ekspedycja odnalazła wrak za pomocą sonaru 27 sierpnia 1973 roku i ogłosiła odkrycie 8 marca 1974 roku, a jeszcze w tym miesiącu sporządzono pierwsze zdjęcia za pomocą pojazdu podwodnego. 30 stycznia 1975 roku rząd USA ustalił strefę ochronną o średnicy mili morskiej wokół wraku, kwalifikując ją jako „narodowe sanktuarium morskie Monitor” (Monitor National Marine Sanctuary). W 1977 roku wydobyto po raz pierwszy niewielkie przedmioty z wraku, a w 1983 roku kotwicę. Dalsze wysiłki skupiały się na wydobyciu śruby napędowej i zabezpieczeniu kadłuba, żeby nie przygniótł wieży. Wyjęto następnie z kadłuba maszynę parową. 5 sierpnia 2002 roku wydobyto na powierzchnię całą wieżę, przy użyciu dźwigu pływającego „Wotan”. Wydobyte elementy poddano następnie konserwacji. Odnaleziono też szkielety dwóch członków załogi, pochowane 8 marca 2013 roku z honorami na Cmentarzu Narodowym w Arlington.